# Université de Colombo
L'université de Colombo (en singhalais : කොළඹ විශ්වවිද්‍යාලය, Kolomba Vishvavidyalaya) est une université publique situé dans ville de Colombo, au Sri Lanka.
C'est la plus ancienne institution d'enseignement supérieur au Sri Lanka. Spécialisé dans les domaines des sciences naturelles, sociales et appliquées ainsi que des mathématiques, de l'informatique et du droit. Elle est classée parmi les 10 meilleures universités en Asie.
L'université de Colombo a été fondée en 1921 sous le nom de University College Colombo, affilié à l'université de Londres. Des diplômes ont été délivrés à ses étudiants à partir de 1923. L'université a ses racines jusqu'en 1870, année de la création de l'école de médecine de Ceylan.

## Historique

### Ceylan Medical College
L'université de Colombo a vu pendant le Ceylan britannique en juin 1870, avec la création de la faculté de médecine de Ceylan. Il s'agissait de la deuxième faculté de médecine européenne à s'installer en Asie du Sud.
En 1880, l’école obtient le statut de College, devenant ainsi le Collège médical de Ceylan, ce qui lui permit d’attribuer la licence en médecine et chirurgie (LMS) jusqu’à la fin des années 1940. En 1889, le General Medical Council du Royaume-Uni a reconnu le Collège lorsque les titulaires de sa licence sont devenus autorisés à exercer en Grande-Bretagne.

### Ceylon University College
L'Association de l'université de Ceylan (CUA) a été créée en 1906 par un groupe d'étudiant éduquées au Royaume-Uni, dont Sir Ponnambalam Arunachalam, Sir James Peiris et Sir Marcus Fernando. En raison des demandes persistantes de la CUA, le gouvernement décida en 1913 de créer un collège universitaire.
Le Collège universitaire de Ceylan a été officiellement déclaré ouvert en janvier 1921 dans le bâtiment qui était à l'origine le bâtiment principal du Collège royal de Colombo situé sur Kumarathunga Munidasa Mawatha (anciennement Thurstan Road), en face de College House. L'University College était affilié à l'Université de Londres et préparait les étudiants aux diplômes externes de l'Université de Londres, qui étaient examinés conjointement. Même si cela n’a pas suffi à constituer une université complète pour Ceylan, il s’est avéré une plate-forme pour développer l’académie nécessaire à une université. Il y avait deux départements: Arts et Science.